# Panamint
Panamint (Koso, Coso, Kosho, Shikaviyam, Sikaium, Shikaich, Kaich, Kwüts, Timbisha, Tümbisha, Tümpisa), najzapadnija grupa središnje grane Numic ili Plateau Šošona, nastanjenih između kalifornijske Sierre i Nevade, uključujući planine Coso, Argus, Panamint i Funeral. Populacija ovih Indijanaca navodno nije prelazila nikad više od 150 duša. U novije vrijeme poznati su kao Timbisha Shoshone a (2000.) od čega neki na rezervatu Lone Pine.

## Ime
Značenja naziva Koso i Panamint nisu poznata. Gatschet (Wheeler Survey, p. 411, 1879) ih naziva Ke-at.

## Jezik
Jezik panamint srodan je sa šošonskim (jezikom šošona u užem smislu) i Comanche Indijanaca i pripada porodici uto-aztecan i ima 20 govornika (1998; John E. McLaughlin). 

## Povijest
Koso Indijanci dio su skupine pravih Šošona, koji prema antropologu i povjesničaru Larry T. B. Sunderlandu, mogu predstavljati populacije proizišle iz lovačko-sakupljačke Cochise kulture čija je postojbina bila jugozapadni Novi Meksiko, jugoistočna Arizona i sjeverni Meksiko, nastala prije nekih 10,000 godina a koja završava oko 500 pr. Kr. Juto-astečka plemena dolaze u svoj novi dom duž golemog jezera Lahontan koje je pokrivalo ogromni dio sjeverne Nevade i susjednih država. Lahontan se počeo isušivati prije između 9000 i 7000 godina, kao posljedica globalnog zatopljenja koje je dovelo do završetka posljednjeg ledenog doba. Samo su preci Numic (numičkih ) naroda ostali u ovom kraju. Oni što su otišli postali su Astecima, Hopima, Pimama, Serranima, Cahuillama i drugim plemenima. 
Prije nekih 3000 godina doći će do procesa cijepanja među Numic narodima i nastanka središnje grane numičkih govornika među kojima se javljaju Zapadni Šošoni, Sjeverni Šošoni, Komanči i Panaminti, ovi posljednji preci su današnjih takozvanih Timbisha Šošona. Panaminti u Death Valley dolaze unutar posljednjeg milenija. 
Kulturi Velikog bazena kojoj većina antropologa pripisuje plemena Zapadnih Šošona zajedno s Pajutima i Sjevernim Pajutima nomadski sakupljači hrane, dvije iznimke su San Juan Pajuti koji su farmeri i Panamint Šošoni koji su polusjedilački lovci/sakupljači, više nalik plemenima klasične Kalifornije.
Klasična kalifornijska polusjedilačka plemena posjeduje zimska naselja, a odlaze na lovačka putovanja od proljeća do jeseni, a tom prilikom sakupljaju i materijal za izradu svojih alatki. Treba napomenuti i da podrugljivi naziv 'diggers' ili 'kopači' dolazi iz prerijskog znakovnog jezika kojim ovi lovci na bizone označavju plemena Velikog bazena kojima je kopačica glavni alat u nalaženju hrane, a što su Crow Indijanci demonstrirali Lewisu i Clarku.
Godine 1849. preostalo je oko 150 Panaminta koji su živjeli u četiri malena zimska sela u dolini Death Valley, od čega ih je 1891 ostalo manje od 100. Američki kongres 1866. ratificira ugovor u Ruby Valleyu, po kojemu se sklapa prijateljstvo Zapadnim Šošona sa SAD-om, istovremeno uzevši sebi za pravo prolaska kroz njihov teritorij. A 1933. Dolinu smrti proglašava Nacionalni spomenikom. Pleme tada živi u tri sela u Grapevine Canyonu, Wildrose Canyonu i Furnace Creeku. Za pleme će se tri puta utemeljivati rezervati, 1933, 1983. kada su federalno priznatii promijenili ime u Timbisha Shoshoni i 1998. 

## Etnografija
Panaminti ili Timbisha Šošoni, prema njihovim predajama Dolinu smrti naseljavaju od pamtivjeka, gdje ih je, kaže Pauline Esteves, pripadnica plemena Panamint, naselio stvaralac Appü, a tu svoju zemlju Indijanci su nazivali ‘tüpippüh’ ili 'our Homeland',  naša domovina . Riječ ‘timbisha’, kaže nadalje Pauline, označava crvenu boju okera, kojom su svoja lica bojali stari Panamint Indijanci, a sakupljali su je u planinama Black Mountains, nedaleko od Furnace Creeka. 
Panaminti imaju u svojoj kulturi imaju mnoge crte kulturnog područja Velikog bazena, to je sakupljanje, njihove priče i ceremonije. Ali oni spadaju i u najvještije izrađivače košara među američkim Indijancima. One su vodonepropusne, različitog su oblika i namjena im je različita.
Većinu svoga vremena provode u sakupljanju hrane, kao što su razno sjeme, orahe, i veoma značajni meskvit /mesquite/-'grah', veoma bogat kalcijem, magnezijem, kalijem, željezom, cinkom, proteinima i lizinom. Velike količine ovakve hrane Indijanci će pohraniti za zimski period. zimu provode na području Death Valleya. To je doba kad storiteleri mlađem naraštaju prenose stare priče, povijest plemena, i uče ih zakonima, religiji, pjesmama i plemenskim tradicijama.

## Vanjske poveznice
- Swanton
- Prehistory and History of the Timbisha Shoshone  Arhivirana inačica izvorne stranice od 15. studenoga 2012. (Wayback Machine)
- Timbisha Shoshone Tribe of Death Valley  Arhivirana inačica izvorne stranice od 5. studenoga 2012. (Wayback Machine)
- Koso  Arhivirana inačica izvorne stranice od 14. veljače 2014. (Wayback Machine)
- PANAMINT: a language of USA